# Nick O’Malley
Nicholas O’Malley (ur. 5 lipca 1985 w Sheffield) – brytyjski muzyk rockowy, basista grupy Arctic Monkeys.
O’Malley został przyjęty do zespołu w zastępstwie Andy'iego Nicholson'a, który nie chciał wyjechać z zespołem na tournée po Ameryce Północnej w maju 2006.